# Leyendas de Guatemala

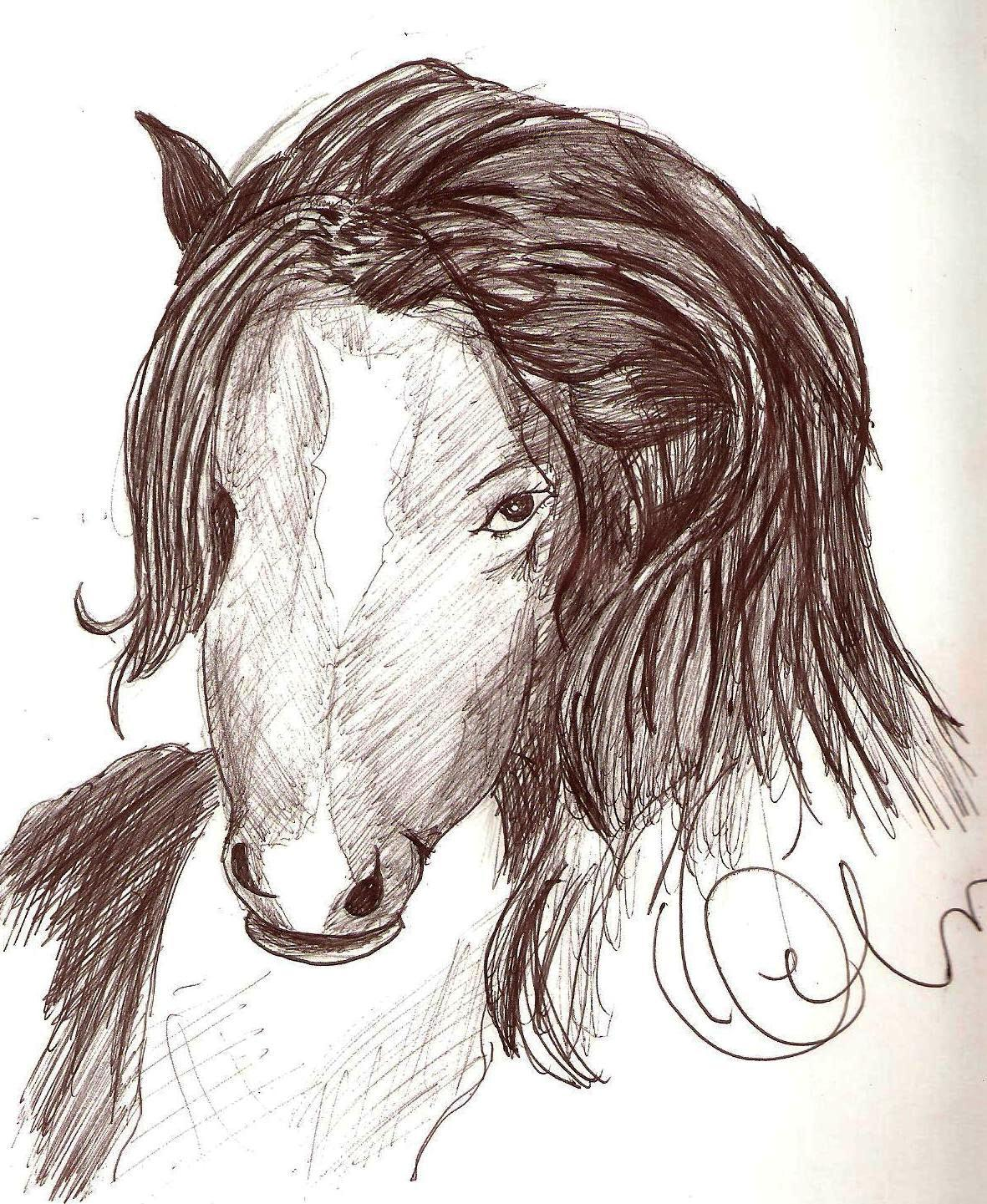
La Siguanaba, Leyenda

Dentro de las leyendas de Guatemala y como todas las regiones centroamericanas se relata las aventuras y desventuras de personajes físicos y metafísicos correspondientes a personas, animales o cosas quienes, aunados a la mitología maya en el sincretismo indígena, se presentan más que para entretenimiento como una forma de educar a los oyentes y rectificar caminos mal trazados.
La riqueza cultural de su pueblo permite una diversidad de leyendas características de cada región. Así, son diferentes las leyendas del norte como las del sur, las de oriente como de occidente y quienes agregan variantes a las leyendas generales del país como La Llorona, El Cadejo y la Siguanaba.
La etimología de la palabra leyenda proviene del verbo latín “legenda” cuyo significado es Historia o actos de la vida de un santo La leyenda, también es considerada como un relato de transmisión oral o escrita sobre un hecho legendario. 
Según la literatura, los orígenes de la leyenda se remontan a la llegada de la Edad Media, es ubicada dentro de la literatura oral y el cancionero popular, donde los poetas y escritores acudían para tomar los elementos mitológicos y reelaborarlos artísticamente. Acontecimientos como el saqueo de Troya por los aqueos son los que dan lugar a leyendas que se escriben dentro de la literatura en forma de epopeya. Durante esta época, se acostumbraba en los conventos a leer los relatos sobre la vida de los santos y mártires. Posteriormente, la lectura de leyendas -como eran denominados esos relatos- trascendió el ámbito de lo religioso e incursionó en la vida profana, con temas relativos a hazañas o hechos históricos.
Tras varios siglos de ser parte de los bienes acumulados por tradición e ignorada por la cultura académica, la leyenda recupera con el romanticismo su peso literario, los escritores del siglo XIX tomaron como referencia temas medievales en busca de una tradición o folclore, a modo de manifestación cultural de los pueblos; la leyenda pasa a ser, entonces, cultura de los pueblos con la ayuda de renombrados escritores, el género cobra nueva vigencia.

## Elementos participantes
Los elementos participantes en las leyendas de Guatemala son los siguientes:

## Nahuales y protectores
Un nahual, es un espíritu protector que cada persona trae desde su nacimiento. Este se encargará de guiarlo mostrándosele en sueños y del cual tomará las características, por ejemplo, si un hombre tuviese de nahual un tigre, será ágil, agresivo e intuitivo.
Quienes resultan tener mayor conexión con sus nahuales son los brujos o chamanes, pues ellos usan este poder para ayudar a su comunidad quienes además pueden tomar la forma de su nahual.

## Los espantos
Así se les conoce a los seres inmateriales descritos como espíritus de los difuntos que o bien sorprende a las personas o los aconsejan y ayudan en determinadas ocasiones. Sobre este tema existen infinidad de leyendas en los que se incluyen familiares, amigos, personajes de la comuna (como la de un alcalde) y hasta personajes de talla nacional como expresidentes.

## Los encantos
Un Encanto, es un lugar donde vive algún espíritu generalmente maligno o con conexiones diabólicas que ofrece dinero a los hombres y mujeres a cambio de entregar a sus hijos o a cierta cantidad de personas para que "se los gane" y pasen al sufrimiento eterno; este pacto es similar a vender su alma al diablo. 
Generalmente estos encantos están situados en lugares remotos donde aún es virgen la montaña y llama la atención de las personas haciendo ruidos de animales y que se manifiesta regularmente en carnes de una serpiente enorme.

## Animales
Los animales también forman parte del vulgo popular, entre los personajes más famosos podemos mencionar a El Cadejo, El Mico Brujo, El Caballo negro, etc. Estos animales tienen diferentes funciones, algunos ayudan a la gente cuidándoles o dándoles consejo y otros perjudican los hogares con maldiciones o ganándose a familiares y los pavos

## Entierros
Los entierros son tesoros escondidos por personajes famosos de la época o bien, joyas mayas ocultas que se entregan a una persona especial o con necesidades económicas urgentes. Las personas sueñan al personaje o ven que la ubicación del mismo brilla o les llama, cuando buscan encuentran los tesoros en monedas u objetos de oro o bien utensilios valiosos. Estos son benignos y no requieren nada a cambio más que no se le cuente a nadie el secreto ya que de ser así, el tesoro terminará en carbón o en alguna plaga como gusanos.

## Lugares
Existen además, leyendas sobre el origen de lugares en especial. La leyenda del Origen del Lago de Atitlán "...Y después de consultar entre sí, contestaron: Está bien, hermano. La mitad de la laguna es tuya, tuya será la mitad de los frutos, los patos, cangrejos y pescados, la mitad de las espadañas y las cañas verdes. Y así también juntará la gente todo lo que mate entre las espadañas..." la cual refiere la división entre este y Panajachel que viene siendo el mismo lago.

## En general
Cada lugar, región y pueblo, posee una leyenda autóctona que no se da en otro. Sin embargo y con alcance nacional (por supuesto que con su respectiva variante) existen leyendas que todo mundo conoce: El Cadejo, El Sombreron, La Siguanaba, La Llorona, el Sacerdote sin cabeza y muchos otros más.

## Leyendas populares en Guatemala

### El Cadejo
(Lara Figueroa C. , 2005) Es el acompañante idóneo de las personas que son atacadas por la soledad y la aflicción y tratan de olvidar sus penas con el alcohol y no se le separa hasta lograr alivianar su dolor o su pena o hasta ganarlo con una muerte repentina.
Es un espíritu protector que se presenta como un perro negro con casquitos de cabra, ojos y aliento de fuego. Es el personaje que persigue y protege a los “bolos”. Se dice que este ser maligno los acompaña, pero si llega a lamerles la boca, los sigue por nueve días y no los deja en paz hasta que mueren. Entonces se lleva su alma.

### La Llorona

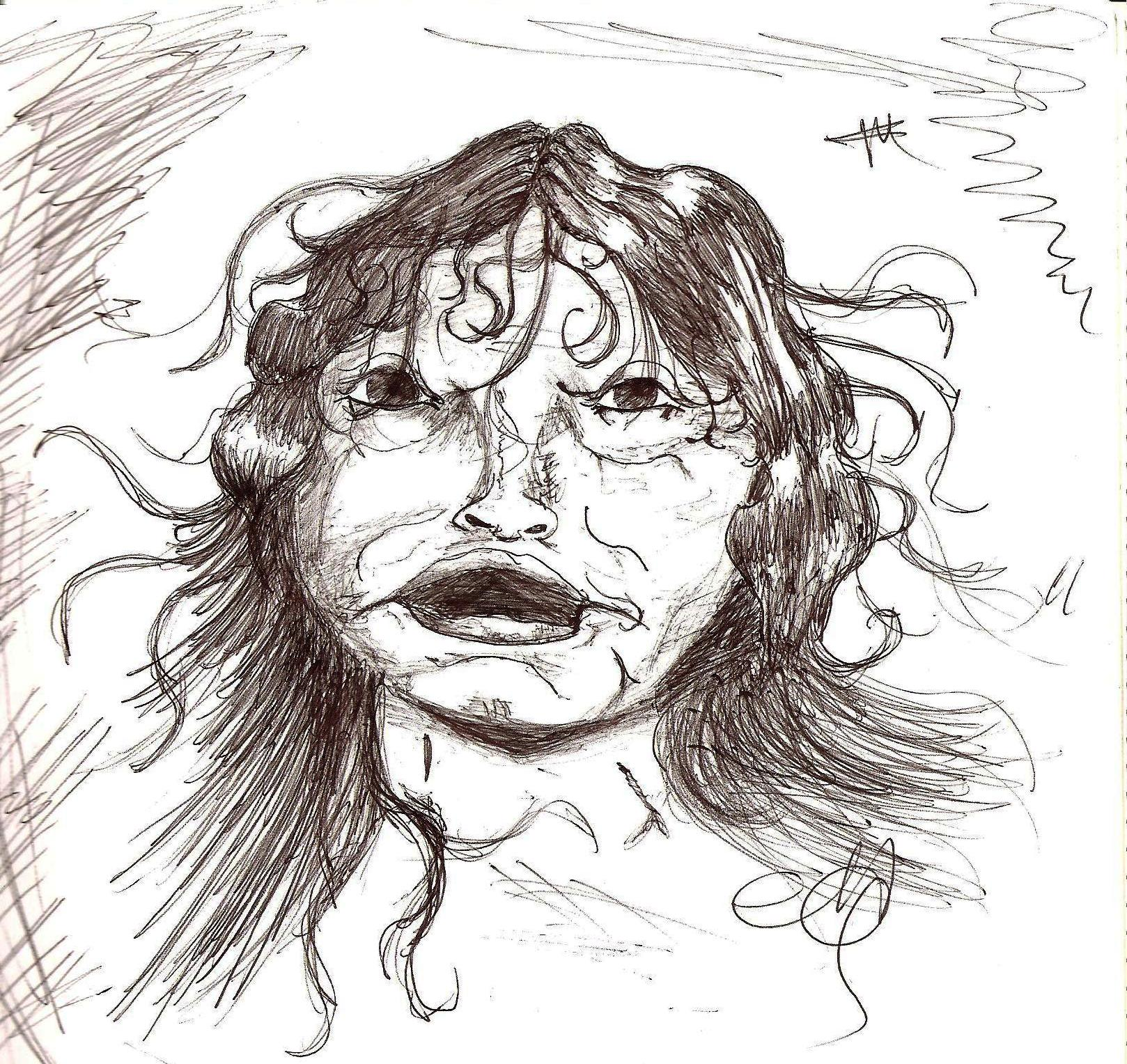
La Llorona

Cuentan las historias, sobre una mujer vestida de blanco que deambula por las noches cerca de los lugares oscuros en donde hay agua que corre o los ríos. Doña María de los Remedios es una desdichada mujer que, por amor prohibido, ahogó a su hijo recién nacido en las aguas de un río. Desde ese momento se encuentra condenada a vagar por las calles, campos y ríos de las ciudades en busca de la tumba de su hijo.
Con gritos suplicantes, largos y agudos asusta a las personas, cuando llora lejos significa que está cerca y cuando lo hace de cerca significa lo contrario. Cuentan las historias que quienes la han escuchado ya no pueden caminar, su paso se hace más pesado y lento y sienten un aire tan frío, con la presencia de este ser sobrenatural, que casi les paraliza el corazón.

### La Siguanaba
La Siguanaba es uno de los personajes míticos más famosos en Guatemala, quien es protagonista de varias historias de terror en boca de chapines que forman parte del folclor.
Esta criatura de la mitología guatemalteca se presenta a los hombres infieles como una mujer de hermoso cuerpo y cabello largo. Pero cuando la observan de cerca, tiene rostro de caballo.
Según la leyenda, la Siguanaba se aparece frecuentemente en áreas solitarias, especialmente en barrancos. Esto se debe a que es ahí a donde atrae a los hombres para luego arrojarlos, haciendo que pierdan la vida y el alma a favor de ella.
En otra de las versiones se afirma que La Siguanaba era una mujer joven que fue obligada a casarse con un hombre cuarenta años mayor que ella. Dicho hombre la hechizó, convirtiéndola en una mujer fea y vieja.
Otra adaptación de la leyenda dice que aparece en lugares cercanos al agua, ya que se suele bañar al mismo tiempo que peina su cabello con un peine de oro. Los hombres que la observan en esta situación quedan embrujados por la hermosa mujer. Es entonces cuando ella los llama. 
En el momento en que ya se los ha ganado, muestra su rostro con apariencia de caballo. Sus víctimas ven sus ojos rojos y la piel arrugada, sus uñas crecen al momento en que desata una risa aterradora.
Se desconoce su origen exacto, pero Adrián Recinos le atribuyó dos posibles raíces. Una de ellas proviene de un idioma maya no identificado, donde la palabra significa mujer desnuda. El otro tiene su origen en el náhuatl ciuanauac o ciguanauac, que se traduce como amante.
Otros ligan el vocablo a la palabra k’iche’ tziguán, que quiere decir barranco o precipicio.
Se dice que para no perder su alma, los hombres que son atraídos por La Siguanaba deben morder una cruz o una medalla. Hay quienes aseguran que La Siguanaba no es un solo ser sino que existen varias. Según algunos ancianos, en algún momento atraparon a una Siguanaba y la hicieron prisionera.
La siguanaba se les aparece a las personas borrachas o malas, normalmente por las noches, en la madrugada.

### El Sombrerón
De acuerdo con los relatos el Sombrerón es un personaje de una estatura pequeña, del tamaño de un dedo de la mano y puede caber escondido bajo una almohada. Viste de negro con un cinturón muy brillante, usa un sombrero grande y unas botas con tacones que hacen ruido al caminar.
También es conocido como “tzitzimite” y según las historias le gusta subirse a los caballos y hacerles nudos en la cola y las crines, nudos minuciosos y cuesta mucho deshacerlos, los caballos quedan muy ariscos después de ser montados por el Sombrerón y es muy difícil que una persona pueda acercárseles.
También, al Sombrerón le agrada perseguir a las mujeres de cabello largo y ojos grandes, las persigue por todas partes y les baila y canta con su guitarra de cajeta, no las deja comer ni dormir. Es un espíritu doméstico y solo les causa daño a las personas para defenderse.

### La Tatuana
Es una mujer bella y joven que aparece por los pueblos, ciudades y barrios con grandes ojos celestes y conocedora de todas las cosas de amor. Coloca en un pequeño cuarto una venta de hechizos de amor con los que liga a hombres y mujeres. Al causar tanto alboroto en el pueblo, es capturada y llevada a la cárcel del pueblo donde se instala con su venta. Cuando está en la cárcel saca un pedacito de tiza o un carbón, pinta un barquito en la pared, se sube a él y sale volando por los barrotes de la prisión y se aparece haciendo favores de amor en otro pueblo o aldea.
Según las leyendas de Guatemala, la historia de La Tatuana cuenta acerca de una mujer acusada de brujería, motivo por el que fue encarcelada y sometida a las leyes de la Santa Inquisición. Se dice que por haber sido acusada de brujería y encarcelada, la mujer se volvió loca e hizo un pacto con el diablo. Este ser la liberó de la cárcel. Además, la condenó a vagar eternamente sobre un barco en los días de lluvia.

### La leyenda Xocomil
En tiempos ancestrales, en el territorio de la actual Guatemala se hablaba el idioma “kaqchikel”. Traducido a este peculiar lenguaje, Xocomil viene a decirnos que el “pescado de las orillas del lago Atitlán es recogido por el viento”.
Según la leyenda, antes de que existiera el Lago de Atitlán, había tres caudalosos ríos que se unían entre sí justo en el centro de “Los Tres Gigantes”. Un idílico lugar de gran belleza para la suerte de los aldeanos que habitaban en el lugar.
Cada mañana, la hija del cacique de la región venía hasta este punto para darse un baño en el río, mientras disfrutaba del maravilloso paisaje. Su nombre era Citlatzin que traducido a nuestro idioma significa Estrellita. Citlatzin era conocida en toda la región por su gran belleza y por su dulce voz al cantar. Tan bonita era su voz que los ríos estaban locamente enamorados de ella. Todos días, los ríos esperaban ansiosos poder escucharla
A Citlatzin no le faltaban pretendientes y estaba prometida con el hijo de otro cacique importante. Sin embargo, el amor lo encontró en un plebeyo, Tzilmiztli. Era un amor imposible ya que en aquella época los nobles y los plebeyos tenían totalmente prohibido tener algún tipo de relación. Aun así, el amor de ambos estaba por encima de todo.
Cada día, los dos amantes se daban un baño en las cristalinas aguas de los ríos. Con el tiempo, Citlatzin dejó de cantar. Los ríos, muy preocupados, preguntaron al viento cuál era el motivo del repentino silencio de Citlatzin. Este le contó sobre su relación con Tzilmiztli y los vientos se llenaron de furia.
Sus celos hicieron que los ríos acordaran con el viento que cuando Tzilmiztli se introdujera en el agua, el viento lo empujara hacia lo más profundo de las aguas hasta que el joven se ahogara. Querían deshacerse de él.
Cuando la joven noble vio lo que estaba sucediendo no se lo pensó y entró a las aguas para morir junto a su amado. Cuando los ríos se dieron cuenta de lo ocurrido se enfurecieron aún más y formaron unas corrientes por toda la región que dieron lugar al lago de Atitlán. El viento que hoy en día sigue soplando de forma habitual es símbolo de que ambos nunca olvidarán el pecado de Citlatzin.
Aunque la leyenda del Xocomil es una bonita historia de amor que explica el origen del viento del Xocomil. Lo cierto es que es un fenómeno natural resultado de la combinación de los vientos fríos y los vientos cálidos. Estos cambios de presión se desplazan muy rápido generando fuertes turbulencias sobre el lago. Al estar rodeado por montañas, el efecto es más fuerte. Esto ocurre por la tarde.
¡Ya sabes! Si tienes pensado visitarlo y quieres adentrarte en el lago, ten en cuenta el oleaje antes de aventurarte ya que puede resultar peligroso.
Aunque lo cierto es que el verdadero origen del Xocomil y el lago Atitlán nada tiene que ver con la historia que cuenta la leyenda, es un placer viajar y conocer historias tan enriquecedoras como la de la leyenda del Xocomil.

### El carruaje de la muerte
Después de un largo y arduo día de trabajo en el campo, Mario se dirigía a su casa en la ciudad. Ya casi anochecía y caminaba de prisa. Poco antes de llegar a su casa escuchó el sonido de un carruaje muy cerca, lo que era muy normal en aquella época. Pero este sonido era diferente, sintió mucho temor. Corrió y decidió esconderse en el parque, detrás de los árboles.
Sin darse cuenta, Mario pasó la noche en el parque. De repente, despertó por el frío que sintió y recordó lo ocurrido la noche anterior. En ese momento pensó que temerle a un carruaje había sido algo absurdo. Se levantó y fue a su casa.
Los días pasaron y Mario no podía olvidar lo que ocurrido, así que decidió contárselo a un amigo. Al escucharlo su amigo también le compartió lo que contaba la gente al respecto. Dicen que por las noches se escuchaba a un carruaje ir a toda velocidad y que iba recogiendo a la gente que moría, era conocido como El Carruaje de la Muerte.
Mario no se quedó tranquilo y junto con su amigo decidieron esperar esa noche y así confirmar si los rumores eran ciertos. Se encontraban en el parque bajo la noche fría y solitaria cuando comenzaron a escuchar el sonido de un carruaje. Poco a poco pudieron verlo, cada vez más cerca. En efecto, se trataba de un carruaje negro, tirado por caballos negros y con un conductor vestido completamente de negro también.
Cuando por fin el carruaje estaba frente a ellos, el conductor los observó fijamente y ambos hombres se desmayaron. A la mañana siguiente, despertaron de frío. Desde entonces, tanto Mario como su amigo se esconden donde pueden cada vez que escuchan el sonido de un carruaje, sobre todo por las noches.
Datos curiosos''
Otra de las versiones de la leyenda del carruaje de la muerte afirma que se aparece para anunciar la muerte de alguna persona.
Se suele decir que el carruaje se estaciona frente a una casa y se lleva las personas que fallecen en ese momento.
Hay quienes afirman que a pesar de su particular sonido, el carruaje no rueda sobre las calles sino vuela.

### El hombre del más allá
Cuenta la historia de dos mujeres, madre e hija de escasos recursos  y trabajos sencillos; la hija vivía con el deseo de llegar a ser una mujer de sociedad y tramaba la forma de tener dinero sin esfuerzo alguno. Una noche la hija estuvo a punto de cumplir su sueño, pero por el egoísmo y la ambición del dueño del dinero enterrado en secreto, la condenó por la eternidad y perdió la oportunidad de obtener su sueño. Anteriormente, se acostumbraba a esconder los ahorros, enterrándolos y al morir la persona, solo ella se llevaba el secreto de la ubicación del mismo, así que al descubrir el dinero la señorita y ver sus malas intenciones el alma la condenó por la eternidad.

### El señor de los cerros
Cuentan las historias sobre un personaje que protege todas las fuentes, nacimientos de agua, árboles y animales que habitan en los cerros. Los considera y cuida porque son suyos. Le agrada que cada persona que llegue al cerro le pida permiso antes de tomar algo de aquel lugar.

### La tejedora y el colibrí
Cuenta la leyenda, sobre un joven que se enamoró de una señorita, al verla se quedó admirando y contemplando la belleza de ella. El joven utilizaría toda su astucia e ingenio, que un día heredaron sus ancestros, para enamorar a esta joven, convirtiéndose en un ave de hermoso plumaje, un colibrí, que terminó posándose sobre el tejido y convirtiéndose en parte del  mismo tiempo.

### Cabracan y los volcanes
Nos narra la historia sobre el gigante que habitó en suelos guatemaltecos, Cabracán era un gigante bondadoso y trataba de ayudar a los demás humanos a sobrevivir. A cambio de su ayuda, lo único que pedía eran tortillas de maíz, así como sus jícaras de atol de elote. También se encargaba de mover las montañas de un lugar a otro, al mover la tierra causaba muchos problemas y el Corazón del Cielo envió a atarlo con cadenas dentro del volcán de Tajumulco. Relata el autor, que desde entonces, cuando se mueve hay fuertes terremotos y temblores en Guatemala.

### La misa del cura sin cabeza
Cuenta la historia que en el altar mayor de una iglesia aparece un cura revestido con capa pluvial ofrendando misa y repartiendo oro entre los pobres. Pues como castigo y ambición perdió la cabeza en la búsqueda de oro y riquezas en su vida terrenal.
Existen infinidad de relatos sobre leyendas en Guatemala, pertenecientes a regiones o grupos sociales específicos, cada uno tan maravilloso como el otro.